# Trebius Verus
Trebius Verus (sein Praenomen ist nicht bekannt) war ein im 2. Jahrhundert n. Chr. lebender Angehöriger des römischen Ritterstandes (Eques).
Durch eine Inschrift, die bei Castlecary gefunden wurde, ist belegt, dass Trebius Verus Präfekt der Cohors I Fida Vardullorum civium Romanorum equitata milliaria war, die zu diesem Zeitpunkt in der Provinz Britannia stationiert war. Durch ein Militärdiplom ist belegt, dass ein Verus Kommandeur der Cohors I Fida Vardullorum milliaria war; möglicherweise sind der Verus des Diploms und Trebius Verus identisch.